# A kézművesség világnapja
A kézművesség világnapját először a perzsák vezették be, eleinte saját nemzeti ünnepként, majd később használva a World Handicrafts Day megnevezést, anélkül azonban, hogy a nemzetközi sajtóban és szakmai szervezeteknél ez visszhangra talált volna és nemzetközi szintű mozgalomá nőtte volna ki magát.
2014. október 18-án a Kézművesek Világtanácsának 50. évfordulója alkalmából az Erdélyi Kézmíves Céh indította újra a kézművesek világnapjának mozgalmát, egyrészt saját rendezvények szervezésével, másrészt egy "világra szóló" kézműves eseménynaptár segítségével igyekezve összehangolni és népszerűsíteni mindazokat a rendezvényeket amelyeket ebből az alkalomból szerveznek a földkerekség bármely szegletében.
A Kézművesek Világtanácsával és más szakmai fórumokkal történő egyeztetések eredményeképpen a választás június 10-re esett, amely dátum  a Kézműves Világtanács (World Crafts Council) 1964-ben történő megalakulásának dátuma.
Hivatalos oldala: www.worldhandicraftsday.com